# Dinora Garza
Dinora Lizeth Garza Rodríguez, mais conhecido como Dinora Garza (Reynosa, 24 de janeiro de 1988), é um futebolista méxicana que atua como atacante. Atualmente, joga pelo Monterrey.

## Carreira Jogando

### Clube

#### Chicago Red Stars
Em janeiro de 2013, Garza foi incluído em uma lista de 55 jogadoras das seleções dos EUA, Canadá e México, que foram alocados para as oito equipes da nova Liga Nacional de Futebol Feminino. Ela foi alocada para o Chicago Red Stars. Em 2014, Garza foi realocado para o Boston Breakers, mas se recusou a participar da liga ainda mais.

## Ligações Externas
- «Perfil de Dinora Garza» (em inglês). em torneios FIFA
- (em inglês) Perfil de Jogador de Chicago Red Stars